# گراس (اسطوره)
گراس (به یونانی: Γῆρας) در اسطوره‌های یونان، خدای پیری است.